# South China Morning Post
 El South China Morning Post (conegut per les sigles SCMP; xinès simplificat: 南华早报, pinyin: Nánhuá Zǎobào), que en l'edició dominical rep el nom de Sunday Morning Post, és el diari de referència de Hong Kong, regió administrativa especial de la República Popular Xina.
El diari, propietat d'Alibaba Group, s'edita diàriament en anglés. El diari va ser fundat pel revolucionari antimonàrquic d'origen australià Tse Tsan-tai i el periodista britànic Alfred Cunningham (anteriorment amb China Mail, Hong Kong Daily Press i New York Sun), amb la primera edició publicada el 6 de novembre de 1903.
La circulació del periòdic en paper s'ha mantingut relativament estable durant anys: la circulació diària mitjana va ser de 100.000 en 2016. Una enquesta de 2019 de la Universitat Xinesa de Hong Kong amb una mostra de 1079 llars locals va suggerir que SCMP era vist com el periòdic de pagament més creïble a Hong Kong. L'editor en cap Tammy Tam va succeir a Wang Xiangwei en 2016. SCMP imprimeix edicions en paper a Hong Kong i opera un lloc web de notícies en línia.
Va ser propietat del grup de Rupert Murdoch, News Corporation, fins que va ser adquirida pel magnat immobiliari de Malàisia Robert Kuok en 1993. El 5 d'abril de 2016, Alibaba Group va adquirir les propietats dels mitjans de comunicació del Grup SCMP, incloent-hi el SCMP. Al gener de 2017, Gary Liu, un antic executiu d'una companyia web de Nova York, es va unir a SCMP com a director executiu (CEO).

## Història
El South China Morning Post va eixir al carrer per primera vegada el 6 de novembre de 1903. Al novembre de 1971, la seua empresa editora, South China Morning Post Ltd. va començar a cotitzar a la Borsa de Hong Kong. Va ser propietat de News Corp Ltd., empresa de comunicacions de Rupert Murdoch fins a 1993, quan la major part de les accions van quedar controlades per Kerry Media Ltd. L'empresa estava controlada pel magnat malasi Robert Kuok, succeït pel seu fill Kuok Khoon Ean com a president el 1997.
En 1996, va aparèixer l'edició en Internet del periòdic. Inicialment gratuïta, els seus continguts són ara accessibles per a subscriptors. Durant la major part de la dècada de 1990, el diari fou el més rendible del món.